# Bytjärnen, Västerbotten
Bytjärnen är en sjö i Norsjö kommun i Västerbotten och ingår i Skellefteälvens huvudavrinningsområde. Sjöns area är 0,015 kvadratkilometer och den är belägen 295 meter över havet.